# Arthur Potts (homme politique)
Pour les articles homonymes, voir Arthur Potts et Potts.
Arthur Potts  (né vers 1957) est un homme politique provincial canadien de l'Ontario. Il annonce vouloir se présenter à la course à la chefferie du Parti libéral de l'Ontario en octobre 2019, mais se retira quelques jours plus tard.

## Biographie
Potts étudie en philosophie politique à l'Université de Toronto et obtient réalise une maîtrise en relations industrielles à l'Université Queen's de Kingston. Il travaille ensuite comme lobbyiste auprès de la ville de Toronto et du gouvernement provincial. Il gagna en notoriété après avoir remporté un dîner avec le maire lors d'une enchère.
Il représente aussi The Beer Store (en) et tente de convaincre le gouvernement ontarien d'implanter un système de consigne par des conteneurs de la LCBO.

## Politique
Il tente de commencer une carrière politique lors des élections municipales de 1994 (en) à Toronto dans le district #8 (Riverdale), mais est défait par le conseiller sortant Peter Tabuns.
Élu député libéral de Beaches—East York en 2014, il devient assistant parlementaire du ministre de l'Agriculture, de l'Alimentation et des Affaires rurales (en) en juillet 2014. Il sert ensuite comme assistant parlementaire du ministre de l'Environnement, de la Protection de la nature et des Parcs (en).
En septembre 2016, Potts introduit un projet de loi privé nommé Protecting Rewards Points Act ayant pour but de prévenir l'expiration des points issus de programme de fidélisation. Plus tôt durant l'année, Air Miles Canada avait annoncé que les points non utilisé depuis plus de cinq années viendrait alors à expirer. Le projet fut adopté à l'unanimité en décembre 2016.
Potts est défait lors des 2018.